# Wu Han
Wu Han, född 11 augusti 1909 i Yiwu, Zhejiang, död 11 oktober 1969, var en kinesisk historiker och politiker. Han är idag mest känd för att ha skrivit en Pekingoperapjäs som blev föremål för Kulturrevolutionens första kampanj.
Han var verksam vid Tsinghuauniversitetet under större delen av sitt liv och var för sin samtid mest känd som expert på Mingdynastin och dess grundare Zhu Yuanzhang. Under det kinesiska inbördeskriget var han aktiv i Kinas demokratiska förbund och blev alltmer kritisk mot Chiang Kai-sheks styre. På grund av sitt engagemang var han tvungen att beskyddas av kommunisterna under inbördeskrigets sista skede. Efter Folkrepubliken Kinas grundande 1949 utnämndes han till vice borgmästare i Peking. Han ansökte tidigt om att gå med i Kinas kommunistiska parti, men han beviljades inte medlemskap förrän 1955. Som vice borgmästare byggde Wu Han upp en nära relation med borgmästaren Peng Zhen, som skapat sig en maktbas i Peking. Det var på förslag från Wu Han som Pekings stadskommun beslutade att gräva ut kejsargraven Dingling från Mingdynastin.
Mao fick tidigt upp ögonen för Wu Hans kunskaper i Mingdynastins historia och läste flera av Wus böcker. Vid tiden för det "stora språnget" föreslog Mao att Wu skulle skriva en artikel om Hai Rui, en legendarisk ämbetsman som avskedats sedan han kritiserat Jiajing-kejsaren. Mao menade att Kina behövde fler ämbetsmän som vågade tala sanning. Wu Han skrev senare en pekingopera på temat "Hai Rui avskedas", där Hai framställs som en rättrådig ämbetsman som faller offer för godsägarklassens och korrupta ämbetsmäns intriger.
Vid mitten på 1960-talet kände sig Mao trängd från många håll och var orolig för att han skulle avsättas på samma sätt som Chrusjtjov. Maos fru och en grupp radikala partkadrer kring henne övertygade Mao att Wu Hans opera var kontrarevolutionär då den kunde läsas som en kritik av Maos avskedande av försvarsministern Peng Dehuai 1959. Mao och Jiang uppmanade litteraturkritikern Yao Wenyuan att kritisera Wus pjäs och startskottet blev Yao Wenyuans artikel "Om den nya historiska pekingoperan 'Hai Rui avskedas'", som publicerades i Shanghaitidningen Wenhuibao den 10 november 1965. Artikeln kritiserade en populär opera som skrivits av Wu Han. Zhang Chunqiao och Jiang Qing, som tillsammans med Mao Zedong hade uppmanat Yao att skriva artikeln, ville göra gällande att Wu Hans opera Wu Han utsattes för förföljelser och avled till slut i fängelse 1969.

## Verk
- Wu, Han (1997) (på kinesiska). Zhu Yuanzhang zhuan. Taibei: Liren shuju. Libris 8572011